# 李魯生
李鲁生（1572年—1646年），字尊尼，山东济南府滨州霑化縣人。明末清初政治人物。

## 生平
万历二十二年（1594年）甲午科山东乡试举人，四十一年（1613年）癸丑科進士，历鱼台、邯郸、祥符、仪封知县，天啓三年考选，六月授兵科给事中，投靠魏忠贤，列“十孩儿”之一。当时京城有“官要起，问三李”之说，“三李”即指李鲁生和礼科给事中李恒茂、御史李蕃。顾炎武在《圣安本纪》中也有“一周二李，其权莫比”的记载，其“一周二李”即指周昌晋、李蕃、李鲁生。四年弹劾应天巡抚周起元，致其削籍。荐举阮大铖、陈胤丛、陈尔翼、张素养、李应荐、马逢皋、李嵩、杨春茂、高弘图、王大年、张捷十一人。五年廷推，疏议大学士韓爌，削其籍。十二月议改书院为忠臣祠，祀故辽阳死难文武诸臣。六年二月升吏科右给事中，十一月升兵科左给事，疏请用蒙古攻东奴，以舒属国之困。七年与检讨李明睿典试湖广，八月叙宁锦大捷功，升一级，赏银十五两，升太仆寺少卿。崇祯元年（1628年），以阉党被弹劾，削籍为民，遣戍山西平定州，遇李自成乱，逃回故里。
顺治元年，在乡杀李自成所置县官，受王鳌永招抚，授顺天府丞。二年七月，升顺天府尹。三年五月，以年已七十五告老。七月由于受到顺天督学曹溶滥送贡监贪腐案牵连，被削籍为民，寻卒。著有诗集《海月楼集》。

## 家族
父李反观，善孝悌，好义行，邑人谥称康义先生。胞弟李鲁望，以书法闻名，著有《字学论》，与临邑邢侗齐名，当时京师有山东“临邢沾李”之称。